# ケプラー438b
ケプラー438b（英語: Kepler-438b）は、地球から470光年（145パーセク）離れていて、地球からはこと座にある赤色矮星ケプラー438を周回する太陽系外惑星である 。地球に近いサイズの惑星であり、主星のハビタブルゾーン（生命が存在する可能性のある領域）内に存在すると考えられている。ケプラー438bは、アメリカ航空宇宙局 (NASA) のケプラー宇宙望遠鏡により、トランジット法で2015年に発見された。観測時のKepler object of interest (KOI) における名称はKOI-3284.01。

## 特徴
ケプラー438bは、半径が地球半径の1.12倍という地球に近いサイズの惑星である。太陽よりも小さく暗い赤色矮星の主星ケプラー438を、公転周期35.2日の軌道で周回している。この軌道はケプラー438系における、惑星の表面に液体の水が存在できるハビタブルゾーンに位置しているとみられている。およそ6割から7割の確率で岩石で構成された岩石惑星だとされている。その大きさと軌道から、発見された2015年1月現在までに見つかった太陽系外惑星の中で、最も地球に似た惑星だとされた。
しかし、ケプラー438bは約100日周期で受ける、恒星からの太陽フレアなどによる放射線の影響で、地球上のような生命は存在出来ない可能性も指摘されている。また、ウォーリック大学の研究者も、ケプラー438bは大量の放射線を浴びており、ケプラー438bに生命が存在する事は出来ないとしている。
ケプラー438bは発見されている中でも特に地球に似ている太陽系外惑星の一つである。地球を1として、地球に組成がどれだけ似ているかを表した地球類似性指標 (Earth Similarity Index) は0.88であり、地球に一番環境が近い。

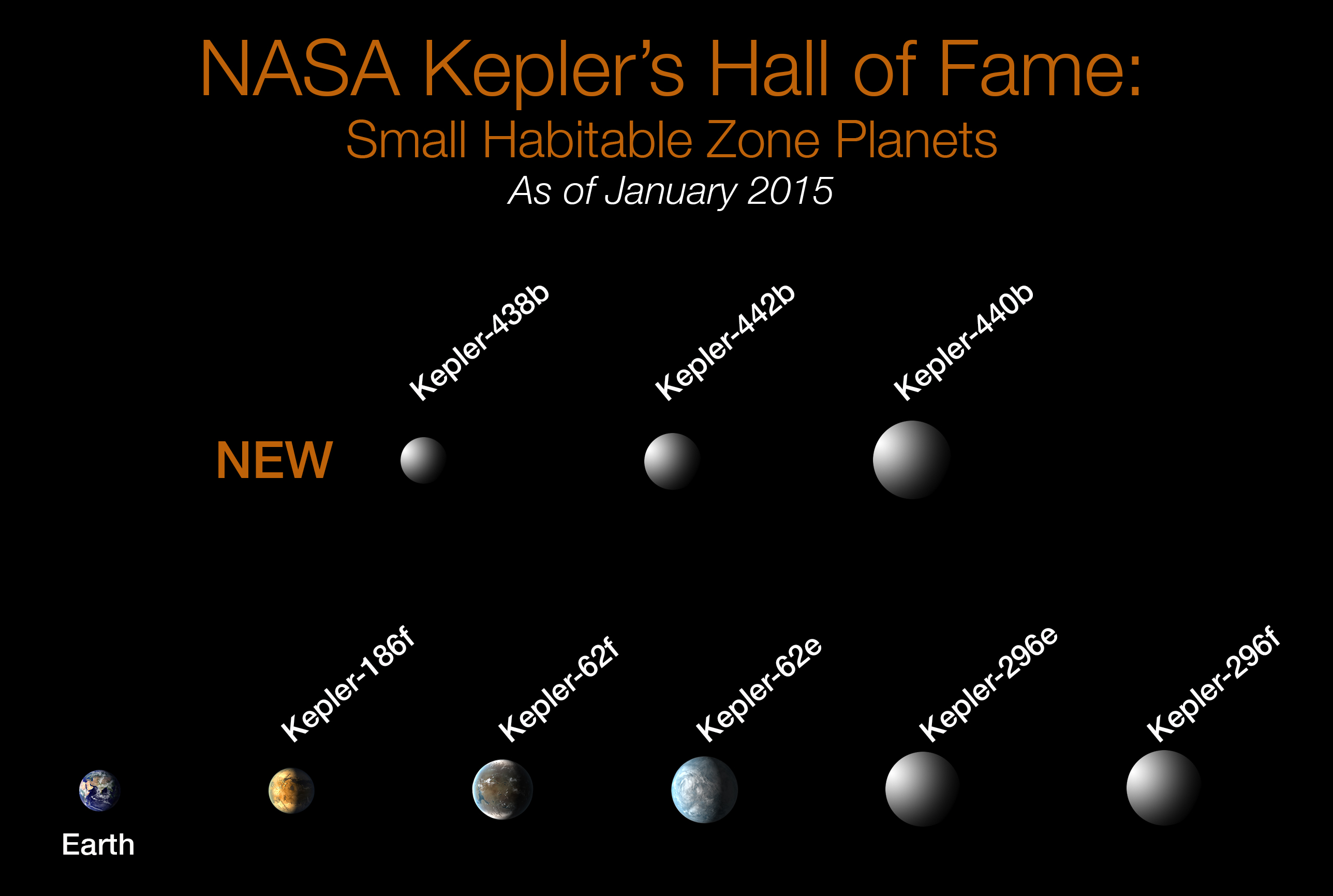
ケプラーが発見した、ハビタブルゾーンに位置する地球型惑星
（2015年1月6日時点）